# وزارة التربية (العراق)
وزارة التربية العراقية هي الجهة الحكومية المسؤولة عن التعليم في العراق وهي ضمن تشكيلات مجلس الوزراء العراقي يكون الوزير هو المسؤول عن ادارتها وتتألف الوزارة من 20 مديرية منتشرة على عموم العراق عدا إقليم كردستان العراق. هي المسؤولة عن تعليم المرحلة الابتدائية والمتوسطة والإعدادية (الثانوية) في جمهورية العراق.